# Жукотинський деканат
Жукотинський деканат — колишня структурна одиниця Перемишльської єпархії греко-католицької церкви з центром в м. Жукотин. Очолював деканат декан.

## Територія
В 1936 році в Жукотинському деканаті було 17 парафій:
1. Парафія с. Вовче Горішне з філією в с. Вовче Долішне;
2. Парафія с. Галівка;
3. Парафія с. Гвоздець;
4. Парафія с. Головецько Горішне (Бабина) з філією в с. Виців;
5. Парафія с. Головецько Долішне;
6. Парафія с. Грозьова;
7. Парафія с. Дністрик Головецький;
8. Парафія с. Дністрик Дубовий;
9. Парафія с. Жукотин з філією в с. Бережок;
10. Парафія с. Липє;
11. Парафія с. Лімна;
12. Парафія с. Михновець з філією в с. Бистре;
13. Парафія с. Мшанець;
14. Парафія с. Плоске;
15. Парафія с. Рипяна з філією в с. Смеречка;
16. Парафія с. Тисовиця;
17. Парафія с. Хащів з філією в с. Лопушанка Лехнова.

### Декан
- 1936 — Попіль Лев в Хащові.

### Кількість парафіян
1936 — 19 880 осіб.
Деканат було ліквідовано в 1946 р.